# Moalboal
Moalboal (Bayan ng Moalboal) är en kommun i Filippinerna. Kommunen tillhör provinsen Cebu och ligger på ön med samma namn. Folkmängden uppgår till 27 398 invånare.
Moalboal är indelat i 15 barangayer.
Moalboal och då framförallt Panagsama Beach var fram till åttiotalet en mindre fiske by. Dykning har satt Moalboal, Panagsama på dyk kartan och är idag en av Filippinernas mer framstående turist orter. Moalboal har sedan början av nittiotalet varit ett populärt resmål för svenskar.[källa behövs]

## Bildgalleri

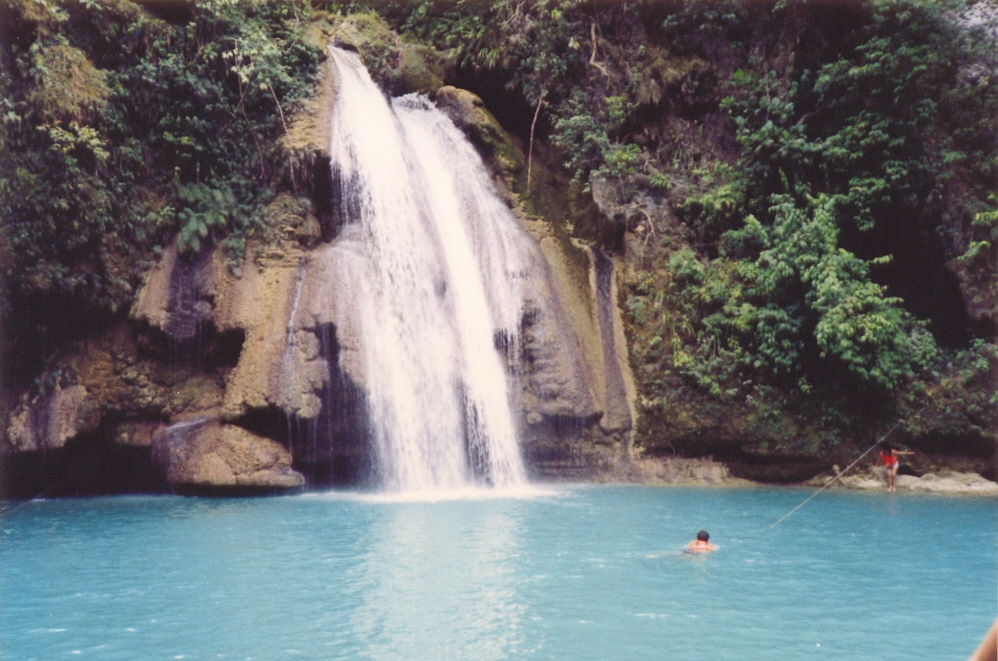
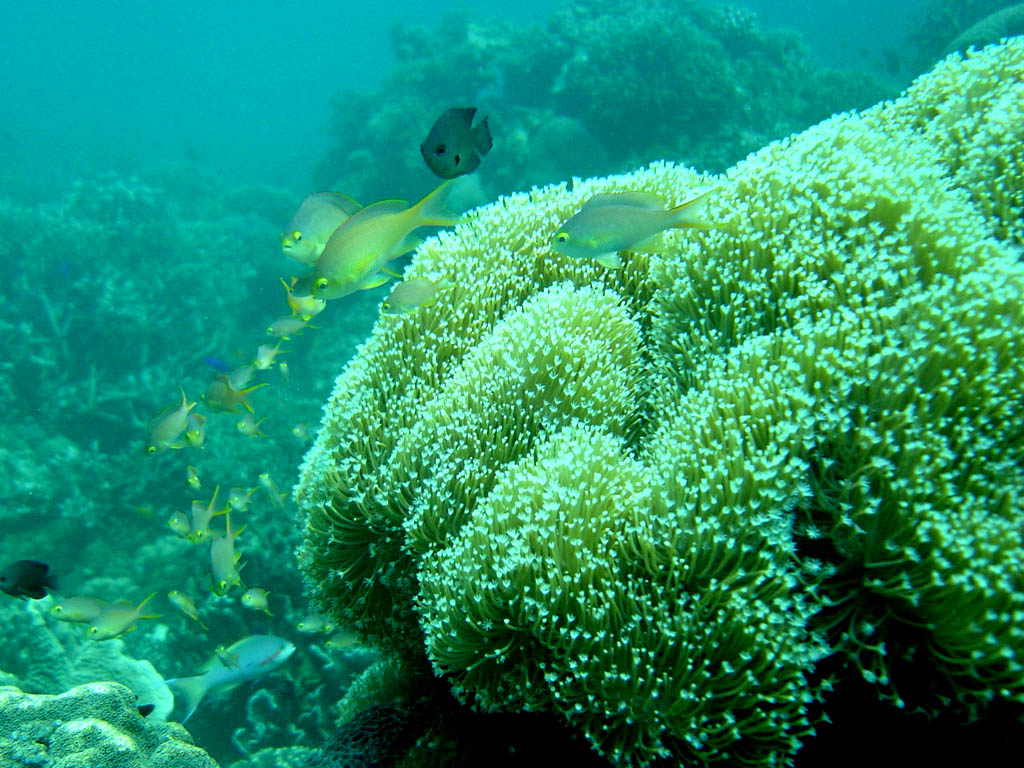
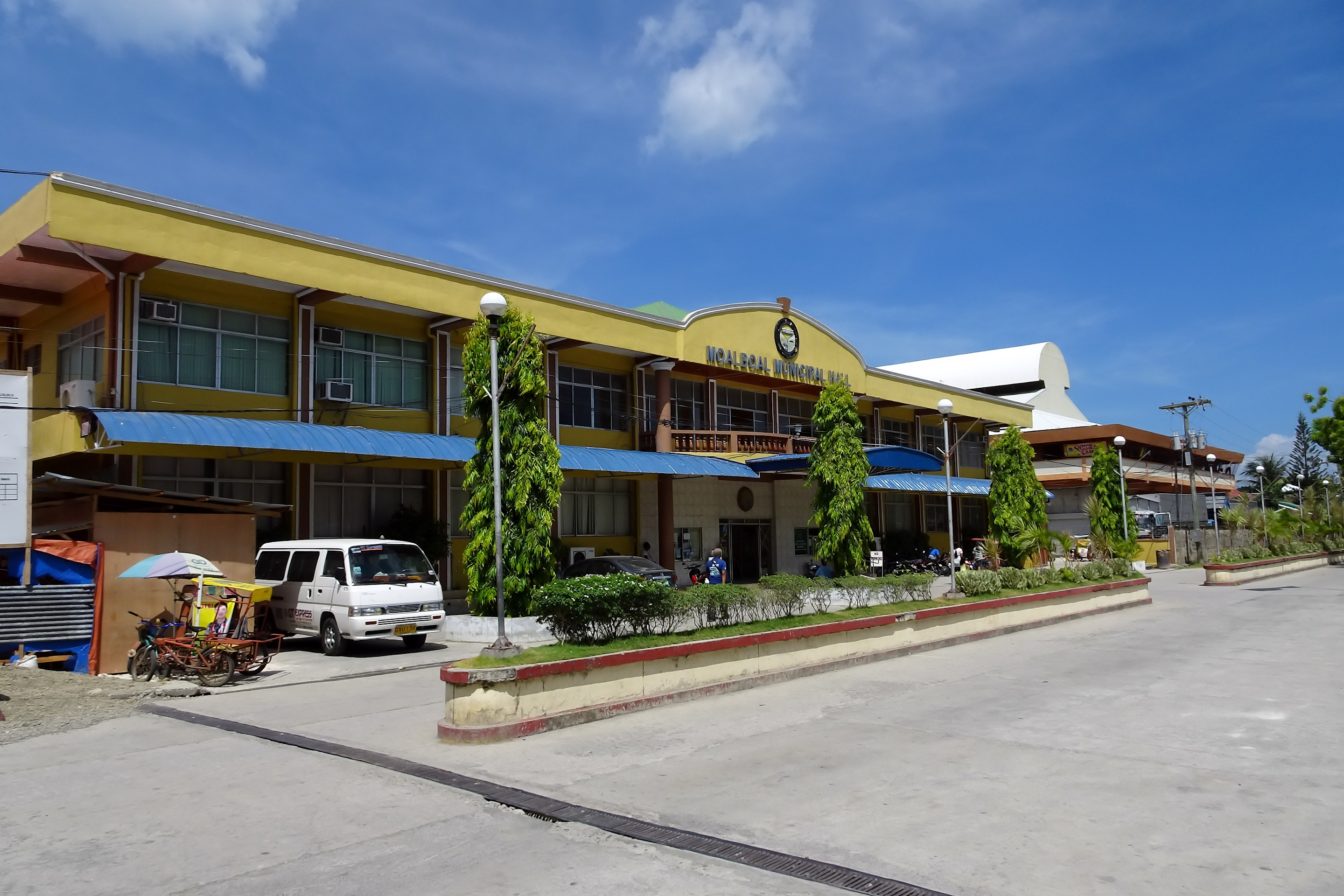